# Unclaimed Goods
Unclaimed Goods er en amerikansk stumfilm fra 1918 af Rollin S. Sturgeon.

## Medvirkende
- Vivian Martin - Betsey Burke
- Harrison Ford - Danny Donegan
- Casson Ferguson
- George A. McDaniel - Joe Slade
- Dick La Reno - Sheriff Bill Burke